# Birkerød Kirke
Birkerød Kirke er en kirke i Birkerød Sogn.
Koret og den ældste del af skibet er romansk og opført af kampe- og kridtsten. I 1200-tallet forlængedes skibet mod vest, og i løbet af 1300-tallet fik hele kirken hvælvinger. Det kraftige tårn blev bygget omkring 1475. Kirken er blandt andet kendt for sine meget smukke gotiske kalkmalerier fra ca. 1325-50 og den fornemme sengotiske altertavle med udskårne figurer formentlig udført i Nordtyskland i slutningen af 1400-tallet.
I kirken hænger et sæt lænker og lodder. De stammer fra præsten Henrik Gerner, der under svenskekrigene i 1659 blev svenskernes fange på Kronborg efter et mislykket forsøg på at generobre fæstningen Kronborg. Henrik Gerner blev først dødsdømt, men benådet og sat i fængsel i Kronborg. Efter svenskekrigene kom han tilbage til Birkerød og blev senere biskop i Viborg.

## Kirkeskibe
Der er ophængt to kirkeskibe i kirken, Det ældste er et orlogsskib fra omkring 1650. Det gør det til et af landets ældste kirkeskibe. Orlogsskibet hænger i sideskibet, Mariakapellet.
Et skib i skibets vestfag er ophængt i 1946 og er en model af skoleskibet 'Georg Stage'. Den er udført af Johannes Engstrøm, Birkerød
- Skoleskibet 'Georg Stage'
- Agter af 'Georg Stage'
- 'Georg Stage' i kirkerummet
- Orlogsskib fra omkring 1650
- Jagtscene med elefant og vildsvin
Foto: Hideko Bondesen

## Eksterne kilder og henvisninger
- Johan Røssel, Christian Schultz & Esbjørn Hiort, Omkring Birkerød Kirke, Birkerød Lokalhistorisk Forening og Arkiv, 1980. ISBN 87-87087-00-6
- Gorm Benzon: Vore gamle kirker og klostre, 1973. ISBN 87-15-08040-4
- Birkerød Kirke Arkiveret 31. januar 2011 hos  Wayback Machine hos nordenskirker.dk
- Birkerød Kirke hos denstoredanske.dk
- Birkerød Kirke hos KortTilKirken.dk
- Birkerød Kirke hos danmarkskirker.natmus.dk (Danmarks Kirker, Nationalmuseet)

- Wikimedia Commons har flere filer relateret til Birkerød Kirke